# Археоботаника
Археоботаника (названа још и палеоетноботаника) је научна дисциплина која проучава биљне остатке на археолошким локалитетима и утврђује значај биљних врсти у оквиру живота древне популације, као и њихову улогу у контексту локалитета. Археоботаника је примењена у археолошким и антрополошким истраживањима. За разлику од палеоботанике која проучава биљни свет у геолошкој прошлости, археоботаника изучава остатке откривене на налазиштима.
Арехоботаника се може дефинисати као интердисциплинарна област ботанике која се бави проучавањем микробиљних и макробиљних отатака на археолошким локалитетима са примарним циљем реконструкције палеоеконимских услова и економских односа човека који је живео у одређеном (давном) времену са околином. Археоботаника утврђује значај одређене биљне врсте у оквиру економског, културног и социјалног живота одређене друштвене групе и прилагођавања околине и човека на окружење.
проучавање древних биљних остатака почело је у 19. веку као резултат случајних сусрета са исушеним и натопљеним материјалом који је ископаван на археолошким налазиштима. Једна од првих анализа биљних макрофосила је одрађена на остацима из египатских гробница, а озбиљнија употреба ове методе и признање методе као једно од поља археолошких истраживања почиње тек после 1960. године.
Биљни макрофосили се анализирају под стереомикроскопом мале снаге. Морфолошке карактеристике различитих примерака, као што су величина, облик и друге карактеристике се упоређују са сликама савременог биљног материјала у идентификационој литератури, као што су атласи семена, или са стварним примерцима биљног материјала како би се идентификовали. На основу типа макрофосила и степена њихове очуваности, врше се идентификације на различитим таксономским нивоима, углавном породице, рода и врсте. Ови таксономски нивои одражавају различите степене специфичности идентификације: породице обухватају велике групе биљака сличног типа, родови чине мање групе ближе сродних биљака унутар сваке породице, а врсте се састоје од различитих појединачних биљака унутар сваког рода. Уколико је очуваност узорака лошија онда се користи скенирајућа електронска микроскопија (СЕМ) или морфометријска анализа које омогућују прецизну идентификацију.